# Hugó Scheiber
Hugó Scheiber (Budapest, 1873 – Budapest, 1950) è stato un pittore ungherese.

## Biografia
Talentuoso sin dalle prime prove da autodidatta, in seguito allievo di Henrik Papp alla Scuola di Design, sperimenta la pittura parietale studiando e rielaborando tematiche popolari ungheresi. Parte quindi per Parigi e Berlino, che diventeranno in quegli anni le sue città adottive, contaminandosi con i nuovi momenti modernisti e i nuovi fermenti culturali come l'espressionismo e i fauves.
Amico personale di Filippo Tommaso Marinetti, aderisce al movimento futurista, sviluppando un progetto mittle-europeo di cubofuturismo che influenzerà profondamente la cultura ungherese e dei paesi dell'Est Europa.
Nel 1923, proseguendo un percorso trasversale in quasi tutte le avanguardie storiche, viene invitato da Herwath Walden, editore di Sturm ad esporre insieme al gruppo di Paul Klee, Vasilij Vasil'evič Kandinskij, Franz Marc, Marc Chagall. È in questa occasione che conosce Katerine Dreier che lo introduce negli ambienti di New York, città nella quale si afferma definitivamente, realizza due importanti personali, vendendo le sue opere anche al Brooklyn Museum of Art.
Tra i suoi temi preferiti il mondo del teatro, del varietà, della vita notturna. Con colori vivi, sempre originali.
In Ungheria è oggi celebrato come uno dei maestri del secolo.